# Meriones libycus
Meriones libycus é uma espécie de roedor da família Muridae.
Pode ser encontrada nos seguintes países: Afeganistão, Argélia, China, Egipto, Irão, Iraque, Jordânia, Cazaquistão, Líbia, Mauritânia, Marrocos, Arábia Saudita, Síria, Tunísia, Turquemenistão, Uzbequistão e Saara Ocidental.
Os seus habitats naturais são: matagal árido tropical ou subtropical, lagos salinos intermitentes, desertos quentes e jardins rurais.